# Sint Jacobsstraat 13
Het gebouw op het adres Sint Jacobsstraat 13 in de Friese plaats Leeuwarden, is een rijksmonument. Het gebouw werd op 28 februari 1967 ingeschreven in het Monumentenregister.

## Geschiedenis
De winkel met bovenwoning werd in opdracht van Dirck Albertsz, een boekdrukker uit Deventer, gebouwd. Het gebouw werd in 1635 opgeleverd. In 1705 kocht Hendrick Frieswijck het pand, terwijl het nog bewoond was, en liet het het jaar erna verbouwen. Frieswijck was van 1716 tot 1719 schepen en in 1722 werd hij verkozen tot burgemeester van Leeuwarden. Frieswijck liet het winkeldeel verbouwen tot woningruimte, deze situatie bleef tot in de 19e eeuw bestaan. Mogelijk liet hij in 1706 een erker in het middelste venster op de verdieping plaatsen. Deze werd in ieder geval in 1885 weer verwijderd. In het midden van de 19e eeuw vestigde zich er een bakkerij, Kuipers, die het pand in 1885 liet opsplitsen in een winkel met aparte bovenwoning. Van Dam’s Brood- en Koekfabriek kocht het pand in 1915, zij gebruikten de bijgebouwen op het achtererf als eigenlijke bakkerij. In 1928 kocht Vereniging Hendrick de Keyser het gebouw, zonder de bijgebouwen en liet nadien het gehavende gebouw op het achtererf slopen. Een grote verbouwing en renovatie werd tussen 1960 en 1962 uitgevoerd, hierbij werd de winkelpui uit 1928 gesloopt en vervangen voor een pui in historiserende trant.

## Situering
Het pand staat aan een van de voornaamste straten van Leeuwarden. Het heeft een echte (gerende) stadsgevel uit de late renaissance, vergelijkbare gevels bevinden zich in onder andere Amsterdam, Hoorn en Enkhuizen. Het pand is 7 meter breed en 19 meter diep.
In 1687 liep de achtertuin aan de achterzijde door tot aan het Herenwaltje. Aan de zijkant loopt de kavel nog altijd door tot aan het Maria Annastraatje, het buurpand op nummer 15 heeft geen achtertuin, en heeft in die straat een achteruitgang. De adressen Maria Annastraatje 6C en D maken ook onderdeel uit van het pand.

## Exterieur
De voorgevel is een pilastergevel, rustend op een houten pui met eikenhouten puibalk, met een klokgevel als top. De top is bij de verbouwing voor Hendrick Frieswijck gewijzigd. Het is gebouwd in de stijl van Hendrick de Keyser. De stijl van De Keyser is herkenbaar aan de gekoppelde bogen op enkele en dubbele pilasters en gebeeldhouwde boogvelden boven de vensters. De boogvelden zijn gemaakt van natuursteen en voorzien van versieringen. De gevelbekroning is aan het begin van de 18e eeuw geplaatst, waarschijnlijk rond de tijd dat Frieswijck het pand heeft gekocht en liet verbouwen. In een fries staan afbeeldingen die met boekdrukkunst te maken hebben. In het middelste paneel is het alliantiewapen van Hendrick Frieswijck en zijn Rinske Backer te zien.
De kap is met de nok haaks op de straat gebouwd. Omdat het een zadeldak betreft, bestaat de achtergevel ook uit een puntgevel. De achtergevel heeft boven alle vensters vanaf de eerste verdieping een boogveld. Halverwege de eerste en tweede verdieping springt de gevel iets naar voren, een overkraging. Helemaal in top, maar in het boogveld van het bovenste venster, een hijsbalk.

## Interieur
Frieswijck heeft bij de verbouwing een portaal laten plaatsen tussen de hal en de gang. Dit portaal bevindt zich, gedeeltelijk, na verbouwing tot woon-winkelpand links halverwege de winkelruimte. Het houten portaal bestaat uit twee pilasters. De indeling van deze ruimte is door verschillende verbouwingen niet meer aanwezig. Van de originele indeling kan alleen via ravelingen in het plafond nog gereconstrueerd worden dat er twee stookplaatsen zijn geweest. Hieruit kan gereconstrueerd worden dat de benedenverdieping opgedeeld was in een voorhuis, een binnenhaard en een achterkamer. Deze indeling werd in 1885 gewijzigd, door het voorhuis en de binnenhaard samen te voegen tot een kamers en suite. De achterkamer wordt nog altijd afgescheiden van de winkel door een portaal met gesneden bovenlicht. Dit bovenlicht is mogelijk afkomstig uit het portaal dat tussen de hal en de gang stond. Het huidige plafond in de winkel onttrekt tevens een mogelijk 18e-eeuws beschilderd plafond aan het zicht. Dit houten plafond werd in 1928 ontdekt tijdens een restauratie. Omdat de polychrome schildering van bloemslingers en blad- en bloemvormen beschadigd was, werden zij onder een nieuw plafond verborgen.
De indeling van de bovenverdieping is nog grotendeels zoals het was omstreeks 1885. Aan de voorzijde is de woning opgedeeld in twee kamers en suite. Aan deze zijde van de woning heeft, voor zover bekend, altijd een voorname kamer gezeten. Dit is duidelijk door een grote raveling, die aan het zich onttrokken is door een gestucte plafond en een marmeren schoorsteenmantel in de beide voorkamers. Een derde kamer aan de achterzijde van de woning is ingericht als woonkamer. De ruimte is in 1919 ontworpen door Doeke Meintema. Het plafond is eenvoudig, voor de warmte is een houten schouw in de ruimte geplaatst. Een fontein uit de 18e eeuw werd in 1919 herplaatst op de eerste verdieping.
Op de tweede verdieping werd de indeling in 1885 gewijzigd, waarbij er slaapvertrekken werden ingericht. De linker zijgevel bevat dichtgezette vensters. Deze zijn in 1666 bij de bouw van Sint Jacobsstraat 11 dichtgezet.
De kap bestaat uit grenen- en eikenhouten gebinten. In de kap zijn ingekraste en gehakte telmerken te vinden. Door deze twee verschillende methodes is duidelijk dat de kap deels bestaat uit hergebruikte onderdelen.

## Bron
- Redactie (2018). Toegankelijke panden 2018. Vereniging Hendrick de Keyser, pagina 120. Geraadpleegd op 14 augustus 2020.</ref>
- Sint Jacobsstraat 13. Vereniging Hendrick de Keyser. Geraadpleegd op 14 augustus 2020.